# نیچر

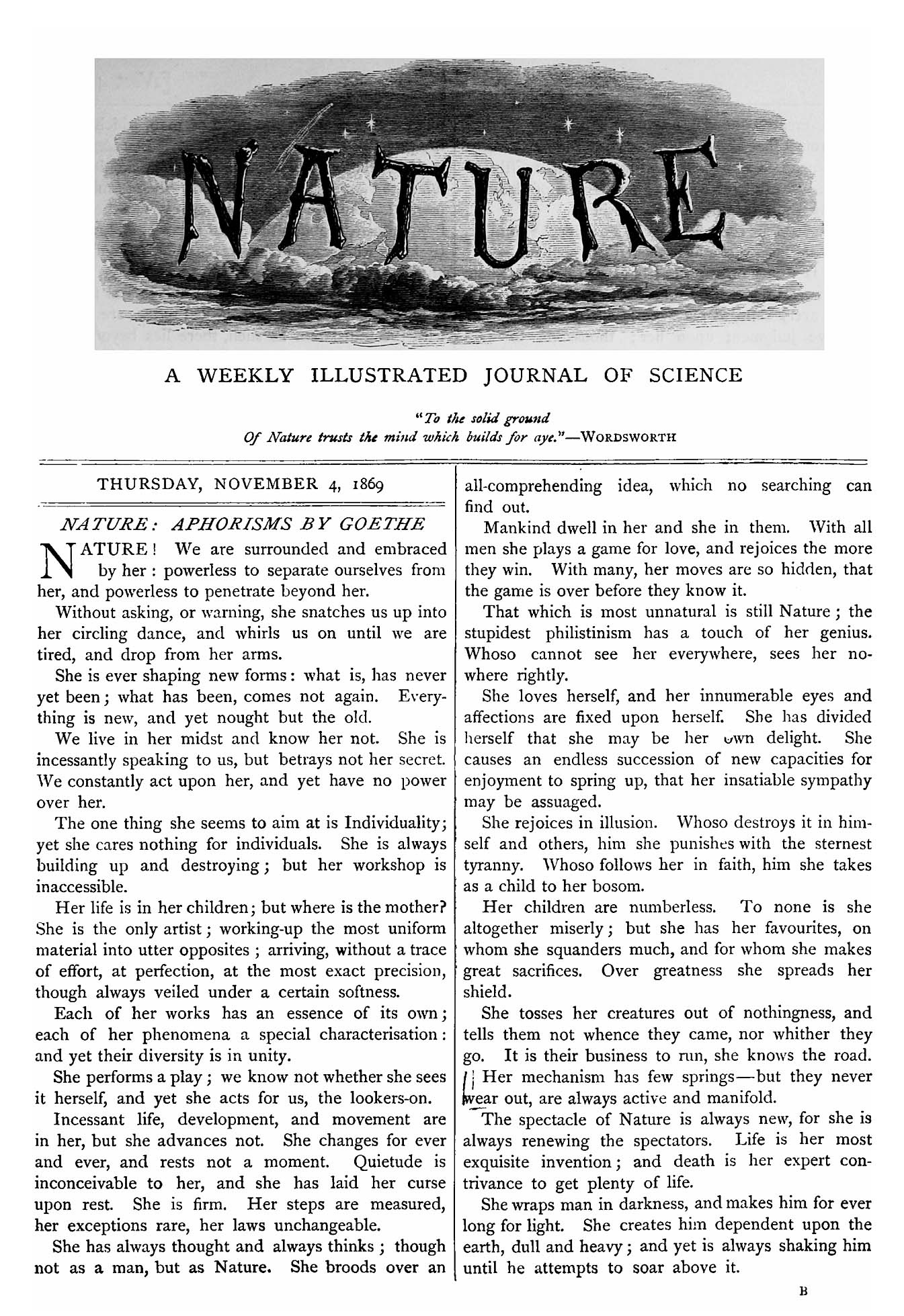
شماره‌ای از سال ۱۸۶۹

مجله نیچر (به انگلیسی: Nature) که از سال ۱۸۶۹ میلادی تاکنون منتشر می‌شود یک نشریه هفتگی جامع بریتانیایی است که در میان پرارزش‌ترین مجله‌های علمی جهان قرار دارد. این نشریه ارجاع داده شده‌ترین مجله علمی است.
ضریب تأثیرگذاری مجله در سال ۲۰۲۰ با نمره تقریبی ۵۵ در رده اول نشریات علمی جامع قرار گرفت.
از جمله مهم‌ترین مقالات منتشر شده در این مجله می‌توان به مقاله‌های زیر اشاره کرد:
- بحث اثباتی دربارهٔ وجود نوترون توسط جیمز چادویک
- کشف ساختار DNA از واتسون و کریک
- کشف و گزارش پالسارها
- کشف و گزارش سوراخ در لایه اوزون
- توالی یابی کل ژنوم انسان